# 第85百分位速率
第85百分位速率（{langx|en|85th percentile speed}}）或第85百分位规则，是一项交通工程标准，用于设定公共道路上車輛的车速限制。它指的是某個特定速率，會有85%的驾驶人，行駛在此特定速率或以下。
速率最慢的1%排在前，是第1百分位；速率最快的1%排在後，是第100百分位。因此，第85百分位，意思就是在此百分位的駕駛人，他們的速率會超越85%的駕駛人。